# Albersweilerer Kanal
Der Albersweilerer Kanal (auch Albersweiler Kanal) war ein 1687/88 zum Bau der Festung Landau angelegter sieben Kilometer langer schiffbarer Kanal zwischen den Gneissteinbrüchen bei Albersweiler und der Stadt Landau in der Pfalz, der parallel zur Queich verlief. Nach Abschluss des Festungsbaus diente er als Teil der Queichlinien als Befestigungsanlage an der Nordostgrenze Frankreichs und wurde gleichzeitig für die Wasserversorgung der Stadt Landau genutzt.
1874 wurden Teilabschnitte des Kanals beim Bau der Bahnstrecke Landau–Zweibrücken überbaut. Als 1975 die Bundesstraße 10 zwischen Landau und Annweiler neutrassiert wurde, wurde der Kanal aufgelassen und in wesentlichen Teilen zerstört. Die erhaltenen Kanalbauwerke und die zugehörige Topografie sind im Gebiet der Stadt Landau und des Landkreises Südliche Weinstraße als grenzübergreifende Denkmalzone geschützt.
Zu den teilweise oder vollständig erhaltenen Kanalbauwerken gehören:
- Kanal als Gewässer zwischen Albersweiler und Birkweiler (etwa 30 % der Gesamtstrecke)
- nördlicher Kanaldamm auf etwa 40 % der Kanalstrecke und teilweise der südliche Kanaldamm
- von der Queich abzweigende Ableitungsschleuse in Albersweiler
- Kanalbrücke an der Siebeldinger Schleuse über verfülltem Kanal
- Teile der Kreuzmühlschleuse in Landau
- sieben der neun unter dem Kanal hindurchführenden Durchlassbauwerke (Aquädukte)
- Waschplatz in Albersweiler